# Трофимук Степан Михайлович
Трофимук Степан Михайлович (5 листопада 1923, село Куснища, Волинське воєводство — 11 січня 1979, Львів) — український літературознавець, кандидат філологічних наук.

## Біографія
Народився Степан Михайлович Трофимук 5 листопада 1923 року в селі Куснища, нині Любомльського району Волинської області.
Закінчив філологічний факультет Львівського педагогічного інституту (1950) та аспірантуру. Працював науковим співробітником в Інституті суспільних наук у Львові. Кандидат філологічних наук.
Автор праць:
- «Розвиток революційної літератури в Західній Україні (1921—1939)» (1957),
- «Творчість Степана Тудора» (1963),
- «Поезія возз'єднаного краю» (1966),
- «Олександр Гаврилюк» (1968),
- «Революційна поезія Західної України 1917—39» (1970) тощо.

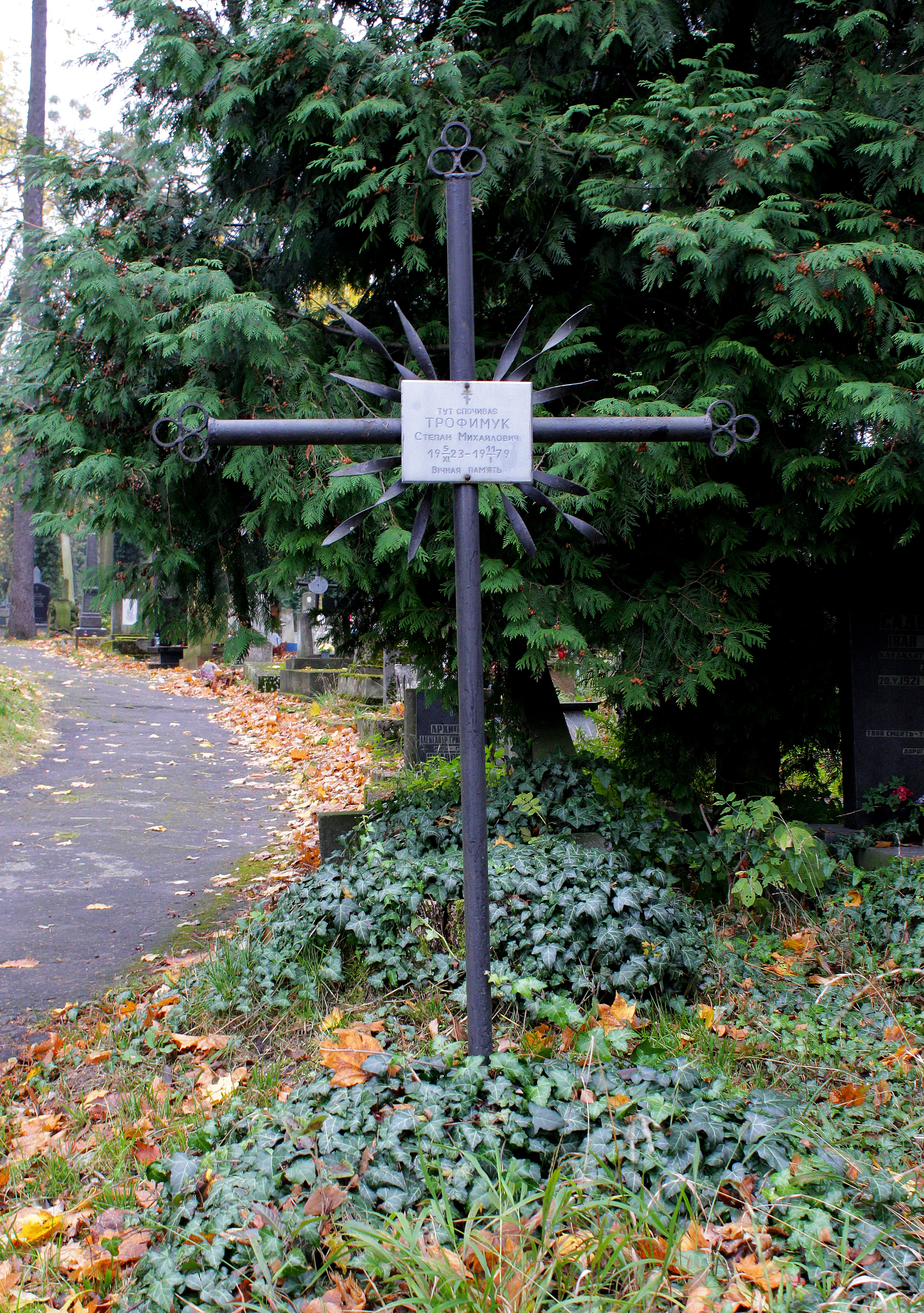

Помер 11 січня 1979 року у Львові,  похований на 13 полі Личаківського цвинтаря..